# 1933 en science
| Années de la science : 1930 - 1931 - 1932 - 1933 - 1934 - 1935 - 1936    |
| Décennies de la science : 1900 - 1910 - 1920 - 1930 - 1940 - 1950 - 1960 |

Cet article présente les faits marquants de l'année 1933 en science.

## Événements
- 28 mars : Albert Einstein démissionne de l’Académie de Prusse et prend position contre Hitler ; le 1er avril, ses biens sont confisqués et sa tête est mise à prix[1].
- 7 avril : promulgation de la Loi allemande sur la restauration de la fonction publique bannissant de l'université de nombreux chercheurs d’origine juive. Les prix Nobel de physique Hans Bethe, Max Born, James Franck, Dennis Gabor, Erwin Schrödinger et Otto Stern, le Prix Nobel de physiologie ou médecine Ernst Boris Chain ainsi que les physiciens Edward Teller, Rudolf Peierls et Leó Szilárd quittent l'Allemagne après l'arrivée au pouvoir d'Adolf Hitler[2].

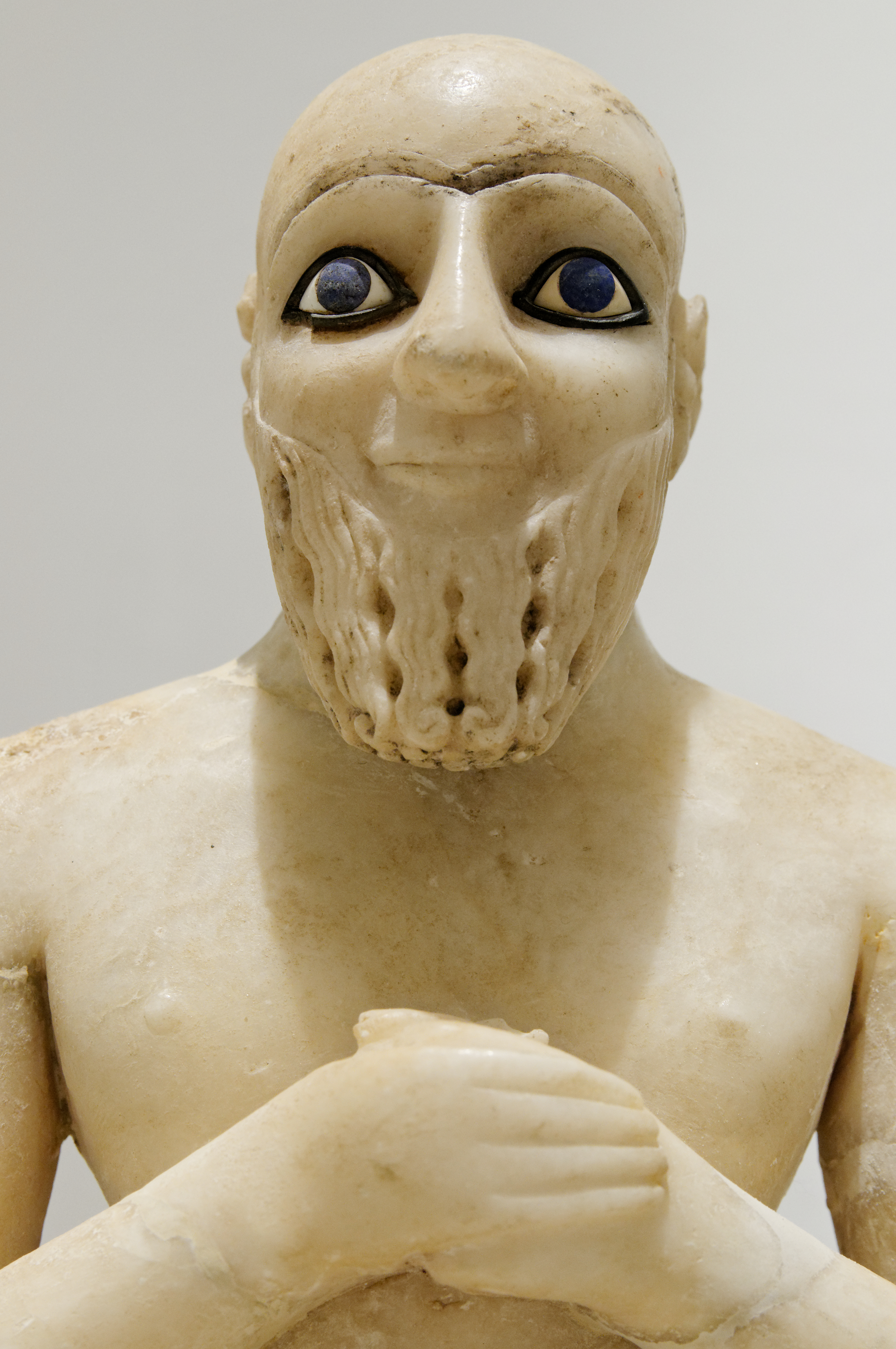
Statue d'Ebih-Il, trouvée à Mari en 1934

- Août : découverte fortuite du site de Mari (Tell Hariri) en Syrie[3]. Le 14 décembre, l'archéologue français André Parrot entreprend des fouilles archéologiques et mène six campagnes de 1933 à 1938[4].

### Sciences formelles
- 16 février : les statisticiens Jerzy Neyman et Egon Sharpe Pearson publient leur lemme de Neyman-Pearson dans un article qui marque le début de la statistique moderne[5].

- 27 avril : le mathématicien britannique D. G. Champernowne publie ses travaux sur les nombres normaux et en particulier sur la constante de Champernowne[6].
- 1er septembre : le théorème de Banach-Mazur est démontré par les mathématiciens polonais Stefan Banach et Stanisław Mazur dans un article reçu par les Studia Mathematica[7].
- 1er octobre : par le mathématicien sud-africain Stanley Skewes démontre l'existence du nombre de Skewes, alors considéré comme le plus grand nombre ayant une utilité dans une démonstration mathématique[8].

### Sciences physiques
- 16 février  : dans un article en allemand paru dans les Helvetica Physica Acta[9], l'astronome suisse Fritz Zwicky postule la présence de la matière noire pour expliquer les résultats de ses mesures de la vitesse des galaxies dans les amas de galaxies[10].

- Mars : le physicien américain Gilbert Lewis isole le premier échantillon d'eau lourde[11], permettant sa production industrielle par électrolyse par l'entreprise norvégienne Norsk Hydro dès 1934.

- 3 août : le comédien et astronome amateur britannique Will Hay observe la grande tache blanche de Saturne[12].

- 12 septembre : le physicien hongrois Leó Szilárd découvre le concept de réaction nucléaire en chaîne alors qu'il attend pour traverser une rue de Londres[13].

- 13 octobre : création de la British Interplanetary Society (BIS)[14].
- 22-29 octobre : le physicien italien Enrico Fermi donne leur nom aux neutrinos lors du septième congrès Solvay réuni à Bruxelles sur le thème Structure et propriétés des noyaux atomiques[15].

### Technologie

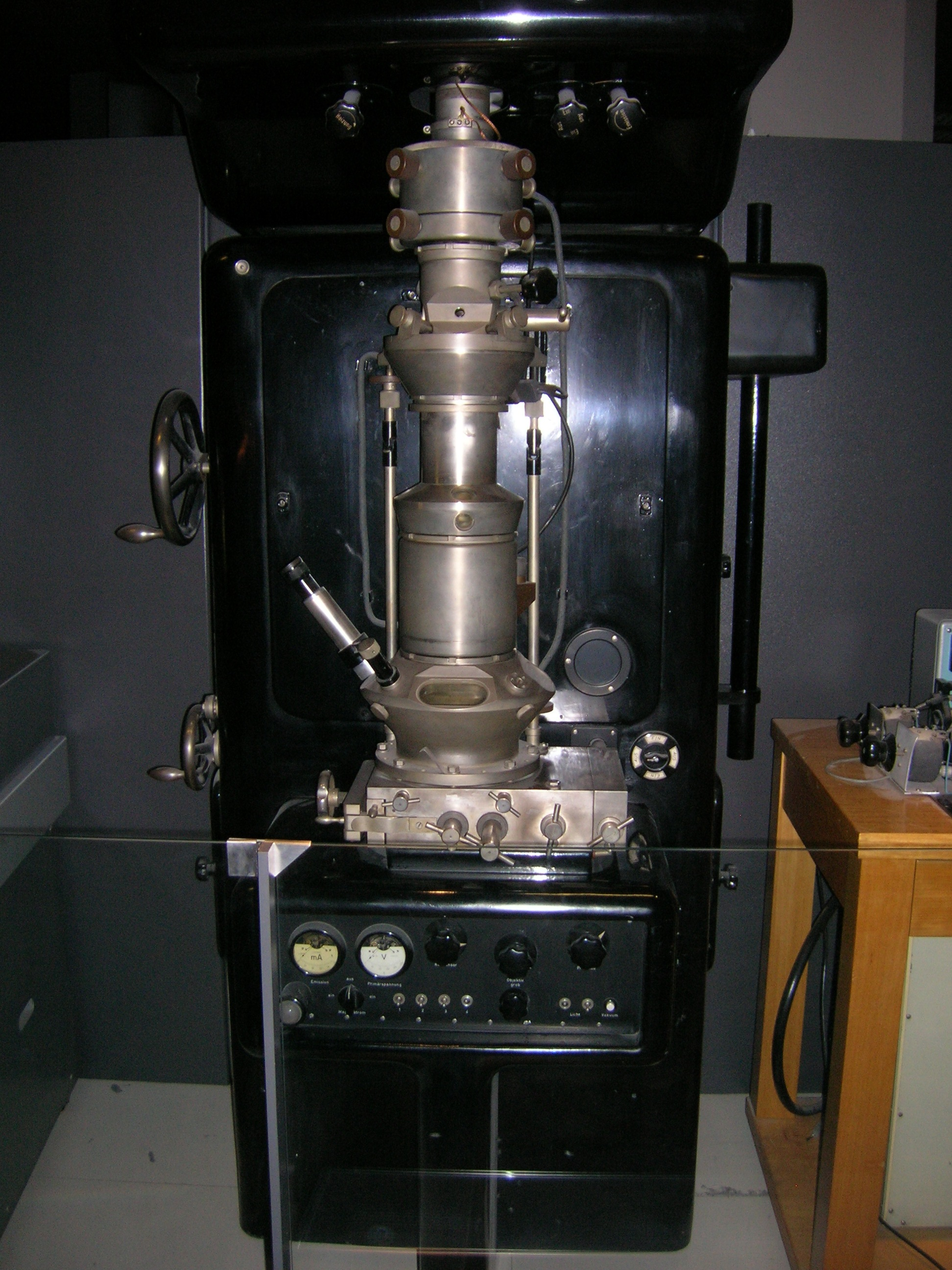
Microscope électronique d'Ernst Ruska

- 26 juin : le physicien russe Vladimir Zvorykin présente son iconoscope dans un article intitulé The Iconoscope—A Modern Version of the Electric Eye, à la huitième convention annuelle de l'Institute of Radio Engineers tenue à Chicago[16].
- 16 octobre : première liaison télex entre Hambourg et Berlin, un réseau expérimental public de téléscripteurs installé par Siemens pour la Deutsche Reichspost[17].

- 12 décembre : le physicien et ingénieur allemand Ernst August Friedrich Ruska soumet un dernier article sur la construction d'un microscope électronique. Il montre des images dans lesquelles il a atteint des grossissements de 8 000 et 12 000 fois[18],[19].

- 26 décembre : Edwin Armstrong reçoit un brevet pour son invention de la modulation de fréquence pour améliorer la transmission radio[20].

- Le chimiste allemand Otto Röhm brevète le Plexiglas[21].

## Publications
- Arthur Eddington : The Expanding Universe: Astronomy's Great Debate, 1900-1931, Cambridge University Press.
- Andreï Kolmogorov : Fondements de la théorie des probabilités ((de) Grundbegriffe der Wahrscheinlichkeitsrechnung)

## Prix
- Prix Nobel
  - Physique : Paul Adrien Maurice Dirac, Erwin Schrödinger (mécanique quantique).
  - Chimie : Non décerné
  - Physiologie ou médecine : Thomas Hunt Morgan (Américain)

- Médailles de la Royal Society
  - Médaille Copley : Theobald Smith
  - Médaille Davy : William Hobson Mills
  - Médaille Hughes : Edward Victor Appleton
  - Médaille royale : Patrick Playfair Laidlaw, Geoffrey Ingram Taylor

- Médailles de la Geological Society of London
  - Médaille Lyell : James Ernest Richey
  - Médaille Murchison : Alexander Logie du Toit
  - Médaille Wollaston : Marcellin Boule

- Prix Jules-Janssen (astronomie) : Harlow Shapley
- Médaille Bruce (Astronomie) : Carl Charlier
- Médaille Linnéenne : Robert Hippolyte Chodat

## Naissances

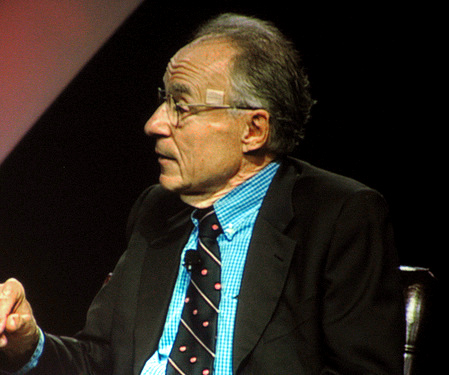
Arno Penzias

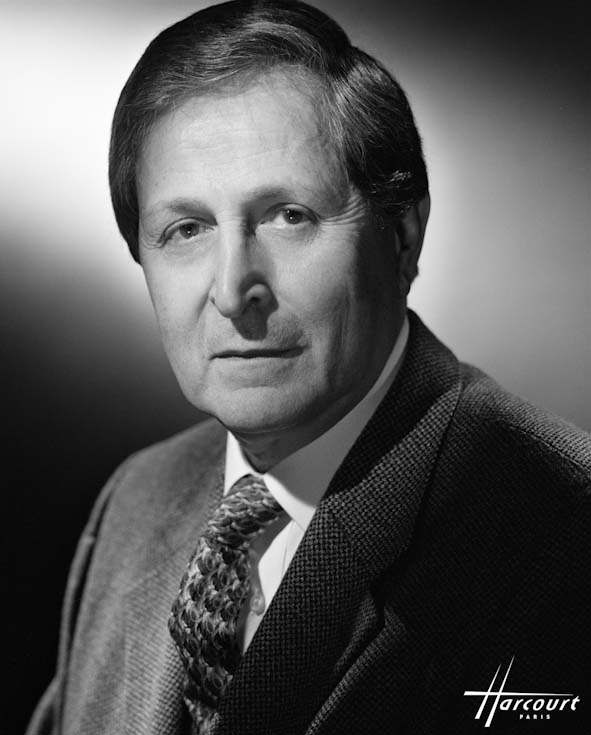
Claude Cohen-Tannoudji en 1999.

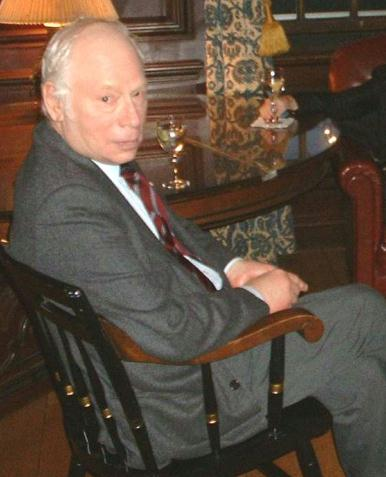
Steven Weinberg

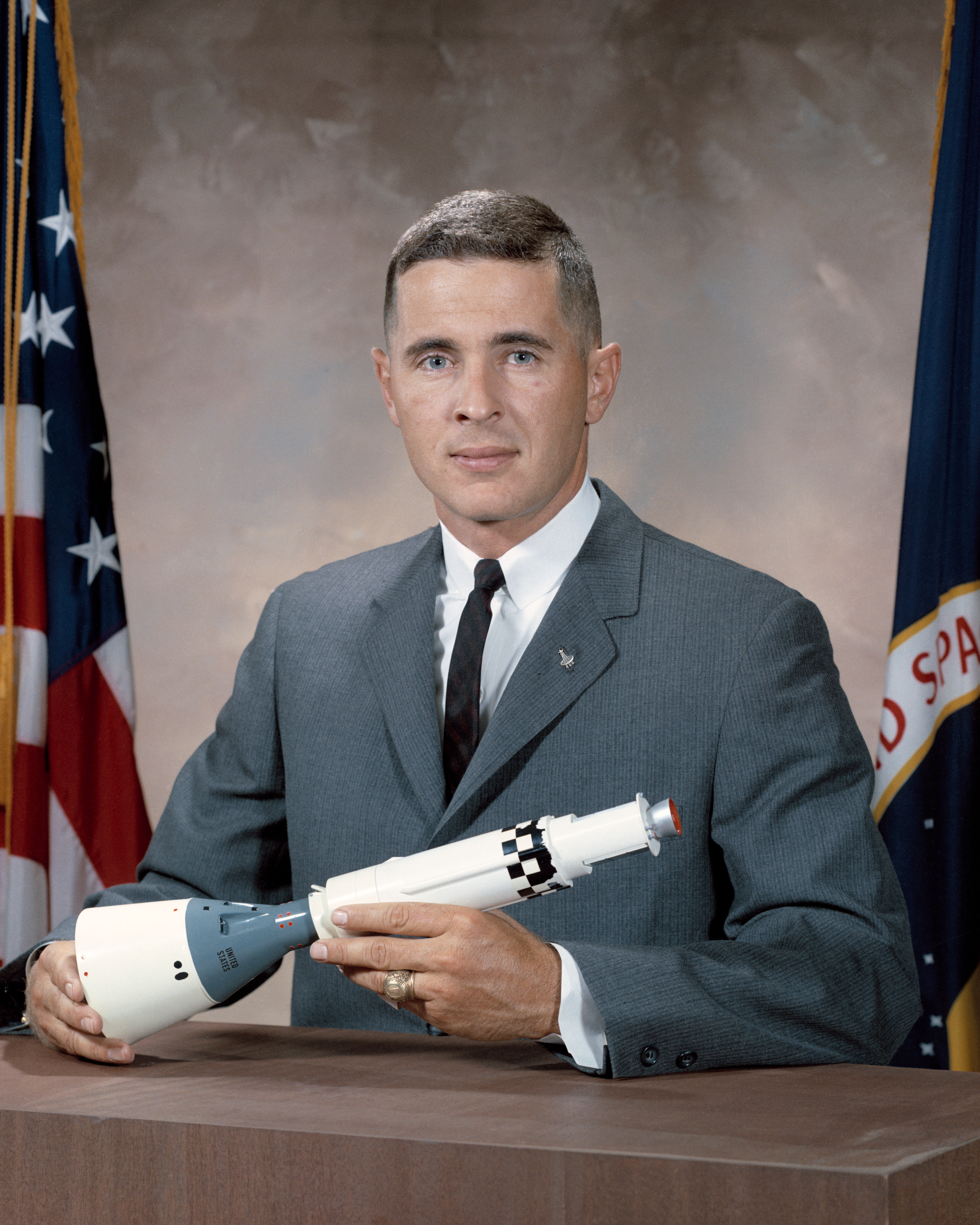
William Anders

- 6 janvier : Oleg Grigorievitch Makarov (mort en 2003), cosmonaute soviétique.
- 19 janvier : George Coyne, prêtre jésuite et astronome américain.
- 28 janvier : Erik Hornung, égyptologue suisse.
- 30 janvier : Lucien Sebag (mort en 1965), anthropologue français.
- 8 février :
  - Hiroki Kosai, astronome japonais.
  - Gérard Vergnaud (mort en 2021), mathématicien, philosophe, éducateur et psychologue français.
- 14 février :  Annette B. Weiner (morte en 1997), anthropologue et féministe américaine.
- 25 février : Gérard Théry, ingénieur français.
- 12 mars : Niède Guidon, archéologue brésilienne.
- 15 mars : Charles Bonnet, égyptologue suisse.
- 22 mars : Gerald E. Sacks, mathématicien logicien américain.

- 1er avril :
  - Claude Cohen-Tannoudji, physicien français, prix Nobel de physique en 1997.
  - Marcel Mazoyer, ingénieur agronome français.
- 22 avril : Jean L'Helgouach (mort en 2000), archéologue et préhistorien français.
- 26 avril : Arno Allan Penzias (mort en 2024), physicien américain, prix Nobel de physique en 1978.

- 3 mai : Steven Weinberg (mort en 2021), physicien américain, prix Nobel de physique en 1979.
- 6 juin : Heinrich Rohrer, physicien suisse, prix Nobel de physique en 1986.
- 12 juin : Dennis Walsh (mort en 2005), astronome britannique.
- 17 juin : Jan Vilcek, microbiologiste et immunologiste américain d'origine slovaque, découvreur du Remicade.
- 19 juin : Viktor Patsaïev (mort en 1971), cosmonaute soviétique.
- 22 juin : Nicholas Sanduleak (mort en 1990), astronome américain.
- 8 juillet : Jean Clottes, préhistorien français.
- 8 août : Myriam Sarachik (morte en 2021), physicienne américaine.
- 10 août : Denise Schmandt-Besserat, archéologue et professeur franco-américaine.
- 11 août : Alain Carpentier, chirurgien français.
- 14 août : Richard R. Ernst, chimiste suisse, prix Nobel de chimie en 1991.
- 16 août : Stuart Roosa (mort en 1994), astronaute américain.
- 17 août : Eugene Kranz, ingénieur américain, directeur de vol et dirigeant de la NASA.
- 23 août : Robert Curl, chimiste américain, prix Nobel de chimie en 1996.
- 10 septembre : Ievgueni Khrounov (mort en 2000), cosmonaute soviétique.
- 18 septembre : Valentina Ponomariova, aspirante-cosmonaute soviétique.
- 19 septembre : Jean-Michel Savéant, chimiste français.

- 2 octobre : John Gurdon, biologiste britannique, prix Nobel de physiologie ou médecine en 2012.
- 9 octobre : Peter Mansfield (mort en 2017), physicien britannique, prix Nobel de physiologie ou médecine en 2003.
- 16 octobre : Claude Imbert, philosophe et logicienne français.
- 17 octobre : William Anders, astronaute américain.
- 24 octobre : Rainer Stadelmann, égyptologue allemand.
- 4 novembre : Charles Kao, ingénieur américano-britannique d'origine chinoise, prix Nobel de physique en 2009.
- 7 novembre : Jacques Briard (mort en 2002), préhistorien et archéologue français.
- 10 novembre : Ronald Evans (mort en 1990), astronaute américain.
- 14 novembre :
  - Akira Endō, biochimiste et microbiologiste japonais.
  - Fred Haise, astronaute américain.
- 15 novembre : Françoise Héritier, anthropologue française.
- 21 novembre : Henry W. Hartsfield, Jr, astronaute américain.
- 23 novembre : Frank James Low (mort en 2009), physicien des solides et astronome américain.
- 29 novembre : Bernard Cloutier (mort en 2011), ingénieur, chimiste et administrateur québécois.

- 3 décembre : Paul Josef Crutzen (mort en 2021), chimiste et météorologue néerlandais, prix Nobel de chimie en 1995.
- 8 décembre : Robert F. Marx, archéologue sous-marin américain.
- 31 décembre : Eldar Salayev (mort en 2022), physicien azerbaïdjanais.

## Décès

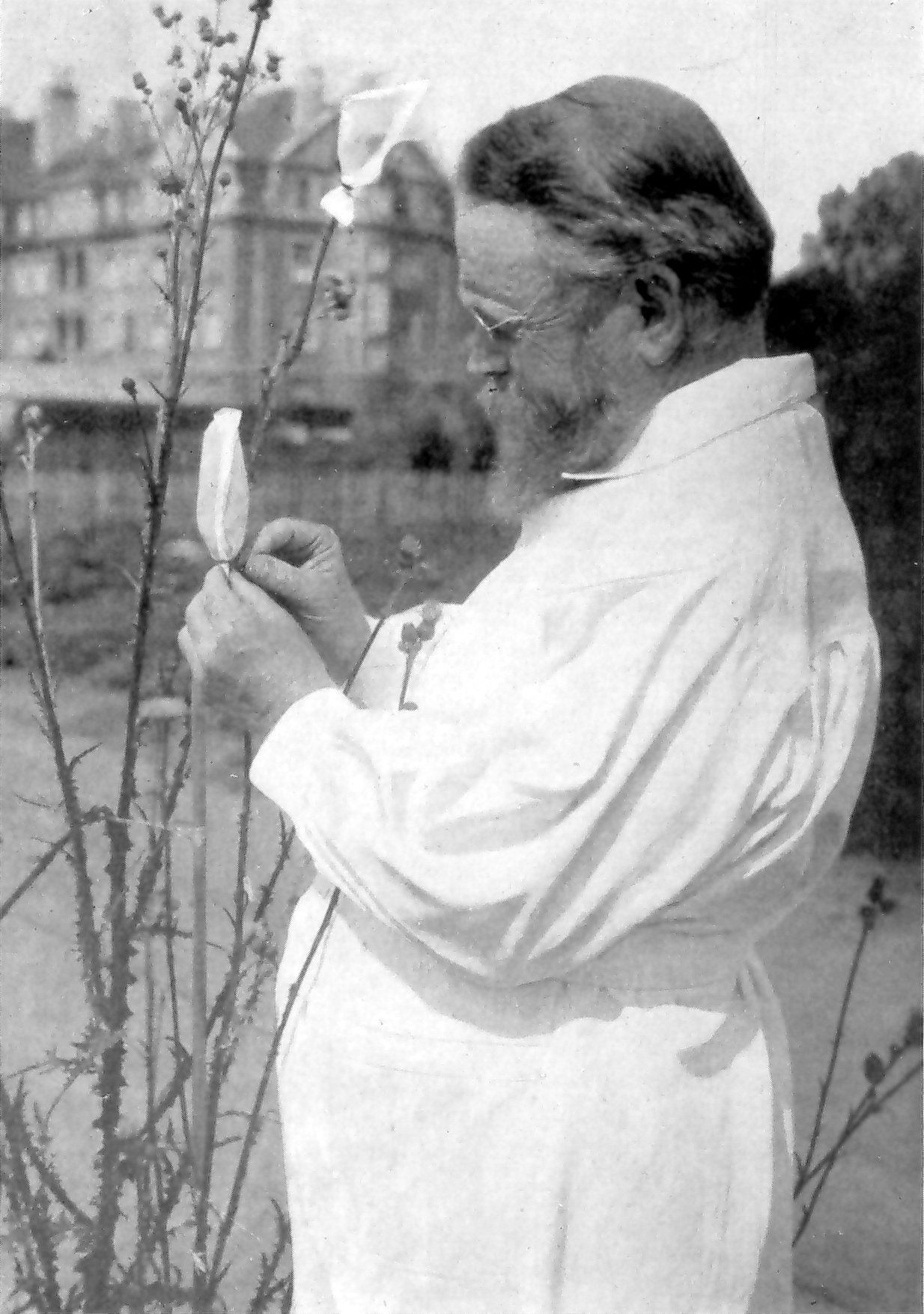
Carl Correns

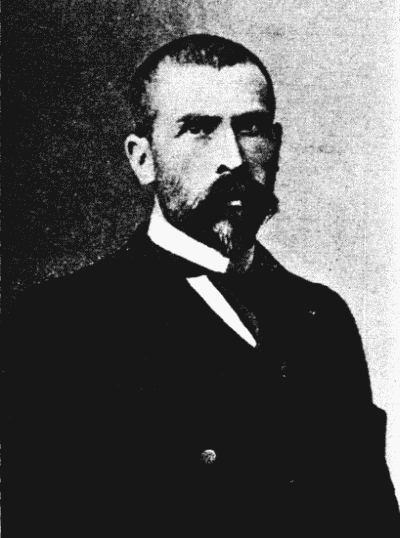
Émile Roux

- 31 janvier : Alfredo Salafia (né en 1869), chimiste et embaumeur italien.
- 14 février : Carl Correns (né en 1864), botaniste allemand.
- 25 février : Jules Andrade (né en 1857), mathématicien, physicien et horloger français.

- 1er mars : Ernest Hébrard (né en 1875), architecte et archéologue.
- 4 mars : Albert Offret (né en 1857), minéralogiste français.
- 12 mars : Georges Le Cadet (né en 1864), astronome français.
- 13 mars : Robert Innes (né en 1861), astronome écossais-sud-africain.
- 25 mars : Ethel Newbold (née en 1882), épidémiologiste et statisticienne britannique.
- 28 mars : Friedrich Zander (né en 1887), ingénieur en astronautique soviétique.

- 4 avril : Lucien March (né en 1859), démographe et ingénieur statisticien français.
- 12 avril : Zelia Nuttall (née en 1857), archéologue mésoaméricaniste américaine.

- 20 mai : Charles le Morvan (né en 1865), astronome français.

- 25 juin :
  - Paul Hambruch (né en 1882), ethnologue allemand.
  - Marc Le Roux (né en 1854), écrivain, biologiste et archéologue français.

- 23 septembre : Hippolyte Müller (né en 1865), préhistorien français.

- 1er octobre : John Edward Marr (né en 1857), géologue britannique.
- 19 octobre : Albert Calmette (né en 1863), médecin et bactériologiste français (BCG).

- 3 novembre : Émile Roux (né en 1853), médecin français (sérum antidiphtérique).
- 21 décembre : Knud Rasmussen (né en 1879), explorateur polaire danois.